# トニー・ストラットン・スミス
トニー・ストラットン・スミス（Tony Stratton Smith、1933年8月11日 - 1987年3月19日）は、イングランドのロック・マネージャー、起業家。彼は、1969年にロンドンを拠点とするレコード・レーベル、カリスマ・レコードを設立し、ナイス、ヴァン・ダー・グラフ・ジェネレーター、ジェネシスなどのロック・グループをマネージメントした。

## 略歴
スミスは、アンソニー・ミルズ・スミスとしてイングランドのウルヴァーハンプトンで生まれた。スポーツ・ジャーナリストとしてキャリアをスタートし、主に「デイリー・スケッチ」紙と「デイリー・エクスプレス」紙でサッカーをレポートした。1954年に「デイリー・スケッチ」で働いていたトニー・スティーヴンスという名前の別のジャーナリストとの混同を避けるために、トニー・スミスは名前をトニー・ストラットン・スミスに変更したが、これをハイフンでつながれた姓（Stratton-Smith）と間違える人もいた。後年、彼は特に音楽業界の同僚の間では「ストラット (Strat)」の呼び名で知られるようになった。
「デイリー・エクスプレス」在職中、スミスは1958年にユーゴスラビアで行われたヨーロピアン・カップ、マンチェスター・ユナイテッド対レッドスター・ベオグラードの試合の取材を任された。しかし、サッカーの主任担当記者であるヘンリー・ローズはスミスの代わりに自身を派遣することを独断で決定した。その帰路において選手や関係者、報道陣を乗せた航空機は、ミュンヘンの悲劇として知られる事故で墜落し、ローズも死亡者の一人となった。
その後、スミスはビートルズ、特にマネージャーのブライアン・エプスタインの影響を受け始め、音楽ビジネスに参入することを決意した。彼がマネージメントした最も初期のバンドの1つは、エプスタインの後を引き継いだ、リバプールを拠点とするザ・クーバスであった。その後、1968年にアンドリュー・ルーグ・オールダムからナイスのマネージメントを引き継ぎ、オールダムのイミディエイト・レコード・レーベルでの仕事ぶりに不満を抱き、自分自身のレーベル設立を決意した。
その後、ボンゾ・ドッグ・バンドやヴァン・ダー・グラフ・ジェネレーターと契約。1969年にはプログレッシブ・ロック・バンドのジェネシスと、自身のレコード会社およびマネージメント会社と契約を結び、バンドのセカンド・アルバムである『侵入』（1970年）をリリースした。ジェネシスはレーベルで最も商業的に成功したグループとなった。スミスはモンティ・パイソンの多くのレコードをリリースし、映画『モンティ・パイソン・アンド・ホーリー・グレイル』（1975年）の資金提供に貢献した。また、元ボンゾズのフロントマン、ヴィヴィアン・スタンシャルのレコーディングを行い、スタンシャルの映画『Sir Henry at Rawlinson End』（1980年）に資金提供し、プロデューサーとしてもクレジットされている。スミスが密接に関わっていた他の重要なアーティストには、アトミック・ルースター、オーディエンス、ブランドX、フィル・コリンズ、ピーター・ガブリエル、スティーヴ・ハケット、ピーター・ハミル、リンディスファーン、ジュリアン・レノン、ロバート・ジョン・ゴドフリー、ストリング・ドリヴン・シング、レア・バードなどが含まれている。ハケットによると、スミスはカリスマ社にデモが持ち込まれていたクイーンと契約する機会を逃したという。ゲイル・コルソンは、カリスマでレーベル・マネージャー兼共同マネージング・ディレクターとして彼と一緒に働いた。彼女は、1970年代後半に自分の会社を設立するために会社を去り、特にガブリエルやハミルらのソロ・キャリアをマネージメントすることになった。
アメリカでは、カリスマ・レコードの録音は、ABCレコード (傘下のレーベルであるダンヒル・レコード、プローブ・レコードを含む)、エレクトラ・レコード、ブッダ・レコード、アトランティック・レコード、マーキュリー・レコード、アリスタ・レコードなどの他のレーベルにライセンス供与されることがよくあった。このレーベルは最終的に、1983年にヴァージン・レコードに売却された。ヴァージンは、1980年代後半の短期間、新しいロゴでカリスマの名前を再活性化した。現在、カリスマのカタログの大部分は、EMIによって所有されている。
友人の間で「ストラット」と呼ばれていた彼は、ユーモアのセンスとプロモーションの才能で知られていた。そのユーモアのセンスは、販促資料やレコード・レーベルのアートによく表れている。並外れた創造的才能を見出す耳を持つ彼は、特に初期の段階でカリスマを成功へと導いた。通常は「カリスマ・レコード」として知られているが、同社は自らを「有名なカリスマ・レーベル (The Famous Charisma Label)」としても宣伝していた。

## その死
同性愛者だったスミスは、1987年3月19日に膵癌のため53歳で死去した。同年5月6日、ロンドンのセント・マーティン・イン・ザ・フィールズで彼の追悼式が執り行われた。キース・エマーソンは「Lament for Tony Stratton Smith」を演奏した。
1987年の死後すぐにリリースされたマリリオンのアルバム『旅路の果て』のスリーブ・クレジットでは、スミスへの献辞がなされている。ピーター・ハミルの曲「Time to Burn」（1988年）は「トニー・ストラットン・スミスへの別れのようなもの」となり、キース・エマーソンは、カール・パーマー、ロバート・ベリーと結成した3の唯一のアルバム『スリー・トゥ・ザ・パワー』（1988年）で、「Lament for Tony Stratton Smith」を3人で演奏した「On My Way Home」をスミスに捧げ、スティーヴ・ハケットは、アルバム『モーメンタム』収録曲「Concert For Munich」をスミスに捧げた。